# Alley Oop (cómic)
Alley Oop (Trucutú en algunos países hispanohablantes) es una tira de prensa, creada en 1932 en los Estados Unidos por V. T. Hamlin, combinando aventura, fantasía y humor.
Alley Oop era un cavernícola de la prehistoria del reino de Moo (Mú/Guzilandia en algunos países hispanohablantes). Montaba un dinosaurio que era su mascota, vestía un taparrabos de piel y andaba armado con un martillo de piedra.

## Personajes
- Alley Oop (Trucutú en algunos países hispanohablantes) - El cavernícola que protagonizaba la historia.
- Ooola (Ulanita en algunos países hispanohablantes) - Su novia.
- Foozy (Umpa en algunos países hispanohablantes) - Un mejor amigo.
- Dinny (Dino en algunos países hispanohablantes) - Su dinosaurio mascota y medio de transporte.
- King Guzzle (El Rey Guzigú o El Rey Guz en algunos países hispanohablantes) - El rey.
- Queen Umpateedle (La Reina Guzalina en algunos países hispanohablantes - La reina.
- The Grand Wizer (El Gran Sabio en algunos países hispanohablantes) - Médico, chamán y consejero del rey
- Dr. Elbert Wonmug - Un científico del siglo XX.
- G. Oscar Boom - Colega y rival de Wonmug

Aunque las primeras historias se desarrollan en la Edad de Piedra, posteriormente un científico del siglo XX llamado Elbert Wonmug logra que el cavernícola viaje desde su tiempo hasta diferentes escenarios de la historia de la humanidad e incluso viaje a la Luna.

## En la cultura popular
- Alley Oop, canción escrita en 1957 por Dallas Frazier interpretada por The Hollywood Argyles y llegando a ser un N°1 de acuerdo a la lista de Billboard en ese año y versionada en México por Los Hooligans, la cual no debe confundirse con "Trucutú" (versión en español de "Baby Cakes") interpretada por Vianey Valdez.

## Antologías y reimpresiones
Han sido reimpresas por Dragon Lady Press, Comics Revue, Kitchen Sink Press, Manuscript Press y SPEC Books.  Los siguientes son de by V. T. Hamlin, salvo que se diga lo contrario:
- Alley Oop and Dinny A Big Little Book #763 (1935) Whitman Publishing
- Alley Oop in The Invasion of Moo (1935) (Cocomalt Premium) Whitman
- Alley Oop and Dinny in the Jungles of Moo A Big Little Book #1473 (1938) Whitman
- Alley Oop and the Missing King of Moo A Penny Book (1938) Whitman
- Alley Oop and the Cave Men of Moo (Pan-Am Premium) (1938) Whitman
- Alley Oop and the Kingdom of Foo (Pan-Am Premium) (1938) Whitman
- Alley Oop: Taming a Dinosaur (Pan-Am Premium) (1938) Whitman
- Alley Oop sheet music (1960) Kavelin-Maverick Music (USA), Leeds Music (Australia, New Zealand)
- Alley Oop Coloring Book (1962) Treasure Books
- Alley Oop Fun Book (1981) Happy House Books
- Alley Oop: The Sawalla Chronicles" (1983) Ken Pierce Inc.
- Alley Oop #1: The Legend Begins (1987) Dragon Lady Press
- Alley Oop #2: Enter the Time Machine (1987) Dragon Lady
- Alley Oop #3: Oop vs. Hercules (1988) Dragon Lady
- Alley Oop Volume 1: The Adventures of a Time-Traveling Caveman (1990) Kitchen Sink
- Alley Oop Volume 2: The Sphinx and Alley Oop (1991) Kitchen Sink
- Alley Oop Volume 3: First Trip to the Moon (1995) Kitchen Sink
- Alley Oop: Book 4 (2003) Manuscript Press